# Io e la Befana
Io e la Befana è stato un varietà televisivo con giochi a premi abbinato alla Lotteria Italia, andato in onda sulla Rete 1 della Rai (l'attuale Rai 1)  dal 1º ottobre 1978 fino al 6 gennaio 1979 per 14 settimane  all'interno del contenitore pomeridiano domenicale  Domenica in, e condotto da Sandra Mondaini e Raimondo Vianello, con la partecipazione di Gigi e Andrea (Andrea Roncato e Gigi Sammarchi, agli esordi sul piccolo schermo). La regia era di Romolo Siena.

Autori del programma erano Sandro Continenza, Adolfo Perani, Alberto Testa e lo stesso Vianello. Le musiche erano di Pino Calvi, che dirigeva anche l'orchestra del varietà.

## Il programma
Lo show, che andava in onda in due parti (l'anteprima trasmessa alle ore 14.30, e la trasmissione vera e propria alle 17.00), rappresentò uno dei segmenti più seguiti all'interno di  Domenica in di quella stagione (allora condotta da Corrado), grazie anche agli sketch di Raimondo Vianello e Sandra Mondaini, che creò in quest'occasione uno dei suoi personaggi più celebri, il clown Sbirulino, divenuto subito un beniamino del pubblico infantile.
Corpus del programma era un quiz con tre coppie di concorrenti che dovevano affrontare varie prove, alcune delle quali furono in seguito ripescate da Vianello per il suo game show Zig Zag, andato in onda alcuni anni dopo su Canale 5.
Oltre a ciò Vianello e la Mondaini si esibivano in vari sketch comici, tra cui quelli ormai già pienamente rodati dalla coppia sulla vita coniugale, già presenti nei loro varietà precedenti (Sai che ti dico?, Tante scuse, Di nuovo tante scuse, Noi... no!) e che verranno poi riproposti anche in quelli successivi (Stasera niente di nuovo, Attenti a noi due, SandraRaimondo Show) per poi trovare piena espressione nella sitcom Casa Vianello.
Ogni puntata prevedeva anche l'intervento come ospite di un famoso cantante, diverso per ogni settimana, al quale a fine esibizione venivano regalati un pupazzo di Sbirulino ed un biglietto della lotteria; tale ospite musicale appariva anche durante i saluti finali. Tra i vari cantanti intervenuti, vi furono anche delle star internazionali allora molto in voga come Bonnie Tyler, Julio Iglesias, Charles Aznavour, Amanda Lear ed Asha Puthli.
Nel titolo del programma traspare un evidente doppio senso, che ben si addice all'ironia e alla comicità tipica della coppia Mondaini-Vianello e che “gioca” sulla data (il 6 gennaio, giorno dell'Epifania) in cui vengono estratti i premi principali della Lotteria Italia.
La sigle iniziali erano Sbirulino (per l'anteprima), e Rabarbaro rabarbaro (per il programma vero e proprio), cantate entrambe da Sandra Mondaini; le due sigle furono in seguito pubblicate in un 45 giri (avente Sbirulino come Lato A e Rabarbaro rabarbaro come Lato B), che raggiunse la cima della hit parade musicale italiana di quel periodo.
La sigla finale era invece Alexandra, brano strumentale scritto da Pino Calvi, eseguito mentre scorreva un cartone animato con degli animali.